# Erythrina velutina
Erythrina velutina är en ärtväxtart som beskrevs av Carl Ludwig von Willdenow. Erythrina velutina ingår i släktet Erythrina och familjen ärtväxter. Inga underarter finns listade i Catalogue of Life.

## Bildgalleri

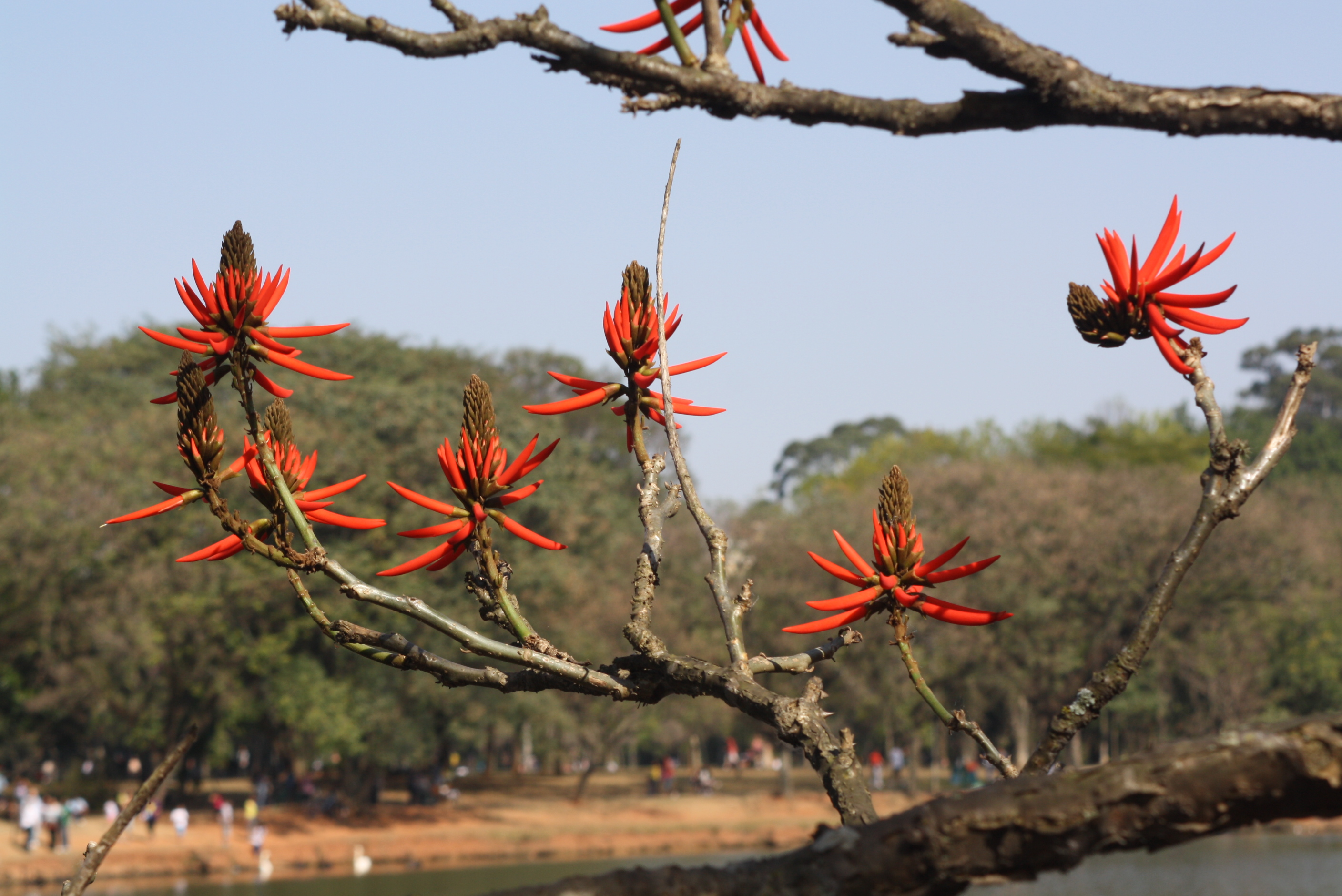
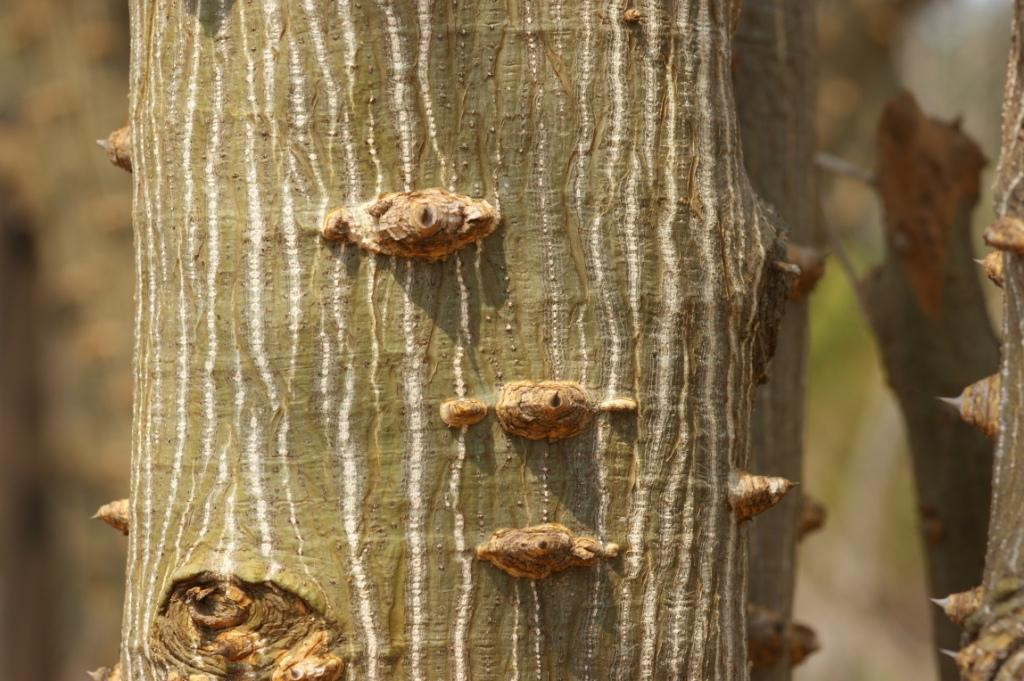
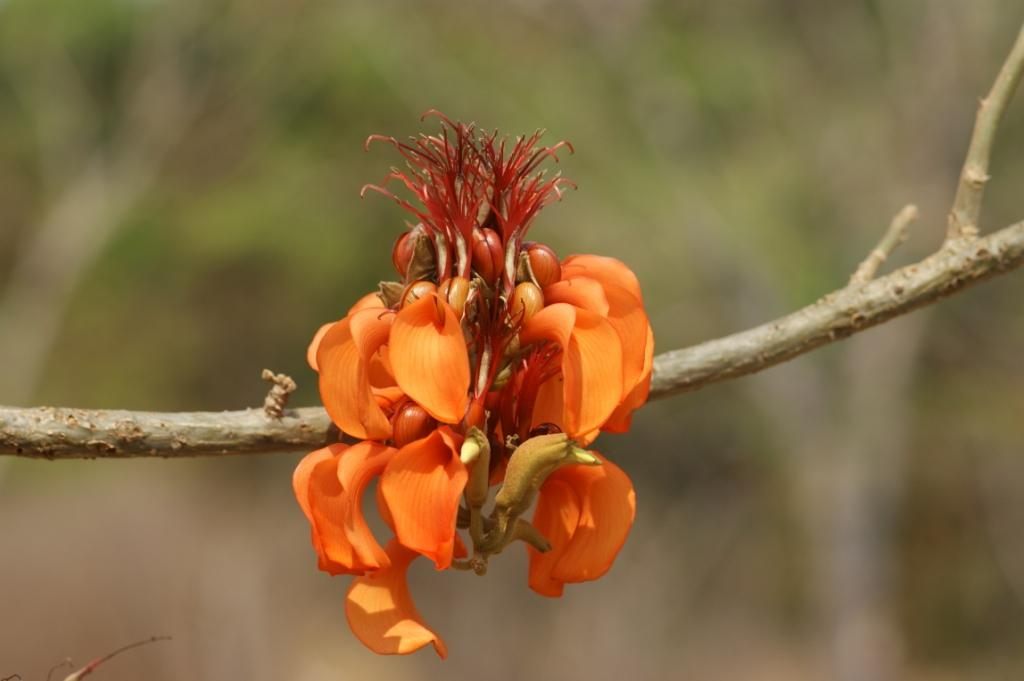